# Lucien Spronck
Lucien Spronck (ur. 19 sierpnia 1939 w ’s-Gravenvoeren, zm. 19 grudnia 1989) – belgijski piłkarz grający na pozycji środkowego obrońcy. Był reprezentantem Belgii.

## Kariera klubowa
Swoją karierę piłkarską rozpoczął w klubie Standard Liège, w barwach którego zadebiutował w sezonie 1958/1959 w pierwszej lidze belgijskiej i grał w nim do 1968 roku. Wraz ze Standardem wywalczył dwa mistrzostwa Belgii w sezonach 1960/1961 i 1962/1963 oraz dwa wicemistrzostwa w sezonach 1961/1962 i 1964/1965. Zdobył też dwa Puchary Belgii w sezonach 1965/1966 i 1966/1967. W latach 1968–1971 występował w Royalu Charleroi, z którym w sezonie 1968/1969 został wicemistrzem Belgii. W latach 1974–1975 grał w trzecioligowym RJS Bas-Oha, w którym zakończył karierę.
| Sezon   | Klub            | Kraj   | Rozgrywki   | Mecze | Gole |
| ------- | --------------- | ------ | ----------- | ----- | ---- |
| 1958/59 | Standard Liège  | Belgia | Division 1  | 8     | 0    |
| 1959/60 | Standard Liège  | Belgia | Division 1  | 17    | 0    |
| 1960/61 | Standard Liège  | Belgia | Division 1  | 20    | 0    |
| 1961/62 | Standard Liège  | Belgia | Division 1  | 20    | 0    |
| 1962/63 | Standard Liège  | Belgia | Division 1  | 25    | 0    |
| 1963/64 | Standard Liège  | Belgia | Division 1  | 28    | 0    |
| 1964/65 | Standard Liège  | Belgia | Division 1  | 30    | 1    |
| 1965/66 | Standard Liège  | Belgia | Division 1  | 30    | 0    |
| 1966/67 | Standard Liège  | Belgia | Division 1  | 23    | 1    |
| 1967/68 | Standard Liège  | Belgia | Division 1  | 9     | 0    |
| 1968/69 | Royal Charleroi | Belgia | Division 1  | ?     | ?    |
| 1969/70 | Royal Charleroi | Belgia | Division 1  | ?     | ?    |
| 1970/71 | Royal Charleroi | Belgia | Division 1  | ?     | ?    |
| 1974/75 | RJS Bas-Oha     | Belgia | Division 3B | ?     | ?    |

## Kariera reprezentacyjna
W reprezentacji Belgii Spronck zadebiutował 14 października 1962 w wygranym 2:0 towarzyskim meczu z Holandią, rozegranym w Antwerpii. Grał w eliminacjach do Euro 64. Od 1962 do 1966 rozegrał w kadrze narodowej rozegrał 3 mecze i strzelił 1 gola.